# Красный Хлебороб (Адыгея)
Кра́сный Хлеборо́б (адыг. Хьалыгъулэжь Плъыжь) — хутор в Гиагинском муниципальном районе Республики Адыгея. Входит в Айрюмовское сельское поселение.

## География
Хутор расположен в северной части Гиагинского района, у железнодорожной линии Армавир—Весёлое. Находится в 10 км к юго-востоку от центра сельского поселение — посёлка Новый, в 12 км к востоку от районного центра — станицы Гиагинская и в 42 км к северо-востоку от города Майкоп.
У северо-восточной окраины хутора расположен железнодорожный остановочный пункт Назаровский. К югу от хутора проходит региональная автодорога 70К-040 «Белореченск-Дондуковская».
Площадь территории хутора составляет — 0,19 км2, на которые приходятся 0,14 % от общей площади сельского поселения.
Ближайшие населённые пункты: Прогресс на юго-западе, Образцовое на западе, Вольно-Весёлый на северо-востоке, Дондуковская на востоке и Садовый на юге.
Населённый пункт расположен на Закубанской наклонной равнине, в переходной от равнинной в предгорную зону республики. Средние высоты на территории хутора составляют около 151 метра над уровнем моря. Рельеф местности представляет собой в основном волнистые равнины, имеющей общий уклон с юго-запада на северо-восток, с холмисто-курганными возвышенностями.
Климат на территории хутора мягкий умеренный. Среднегодовая температура воздуха положительная и составляет около +11,5°С. Среднемесячная температура воздуха в июле достигает +23,0°С. Среднемесячная температура января составляет около 0°С. Среднегодовое количество осадков составляет около 720 мм. Основная часть осадков выпадает в период с мая по июль.

## История
Первые сведения о населённом пункте встречаются в учётных данных 1925 года. Этот год и считается датой основания хутора.

## Население
| 2002 | 2010 | 2013 | 2014 | 2015 | 2016 | 2017 |
| ---- | ---- | ---- | ---- | ---- | ---- | ---- |
| 91   | ↘53  | ↘42  | →42  | ↗43  | ↘40  | →40  |
| 2018 | 2019 | 2020 | 2021 | 2023 | 2024 |      |
| ↗43  | ↗51  | ↘46  | ↘40  | ↘38  | ↘31  |      |

Плотность — 163.16 чел./км2.
Национальный состав
По данным Всероссийской переписи населения 2010 года:
| Народ   | Численность, чел. | Доля от всего населения, % |
| ------- | ----------------- | -------------------------- |
| русские | 49                | 92,5 %                     |
| другие  | 4                 | 7,5 %                      |
| всего   | 53                | 100 %                      |

Мужчины — 25 чел. (47,2 %). Женщины — 28 чел. (52,8 %).

## Инфраструктура
Ближайшие объекты социальной инфраструктуры расположены в хуторе Прогресс.

## Улицы
В хуторе всего одна улица — Железнодорожная.